# 2,5-Dimethoxybenzaldehyd
2,5-Dimethoxybenzaldehyd ist eine aromatische organische Verbindung und ein Derivat von Benzaldehyd. Es dient unter anderem als Ausgangsstoff zur Synthese unterschiedlich substituierter Phenylethylamine wie beispielsweise 2C-B.

## Darstellung
2,5-Dimethoxybenzaldehyd kann in einer Vilsmeier-Haack-Reaktion von 1,4-Dimethoxybenzol mit Phosphoroxychlorid und N-Methylformamid hergestellt werden.